# یوزف بوژتخ کلمنس
یوزف بوژِتِخ کلِمِنس (اسلواکی: Jozef Božetech Klemens; ۸ مارس ۱۸۱۷ – ۱۷ ژانویهٔ ۱۸۸۳) نقاش پرتره، مجسمه‌ساز، عکاس، مخترع و طبیعت‌شناس اهل کشور اسلواکی بود. او نام میانی خود را از نقاش و مجسمه‌ساز قرن یازدهم که آخرین راهب بزرگ صومعهٔ «سازاوا» بود، انتخاب کرد.